# 오비성

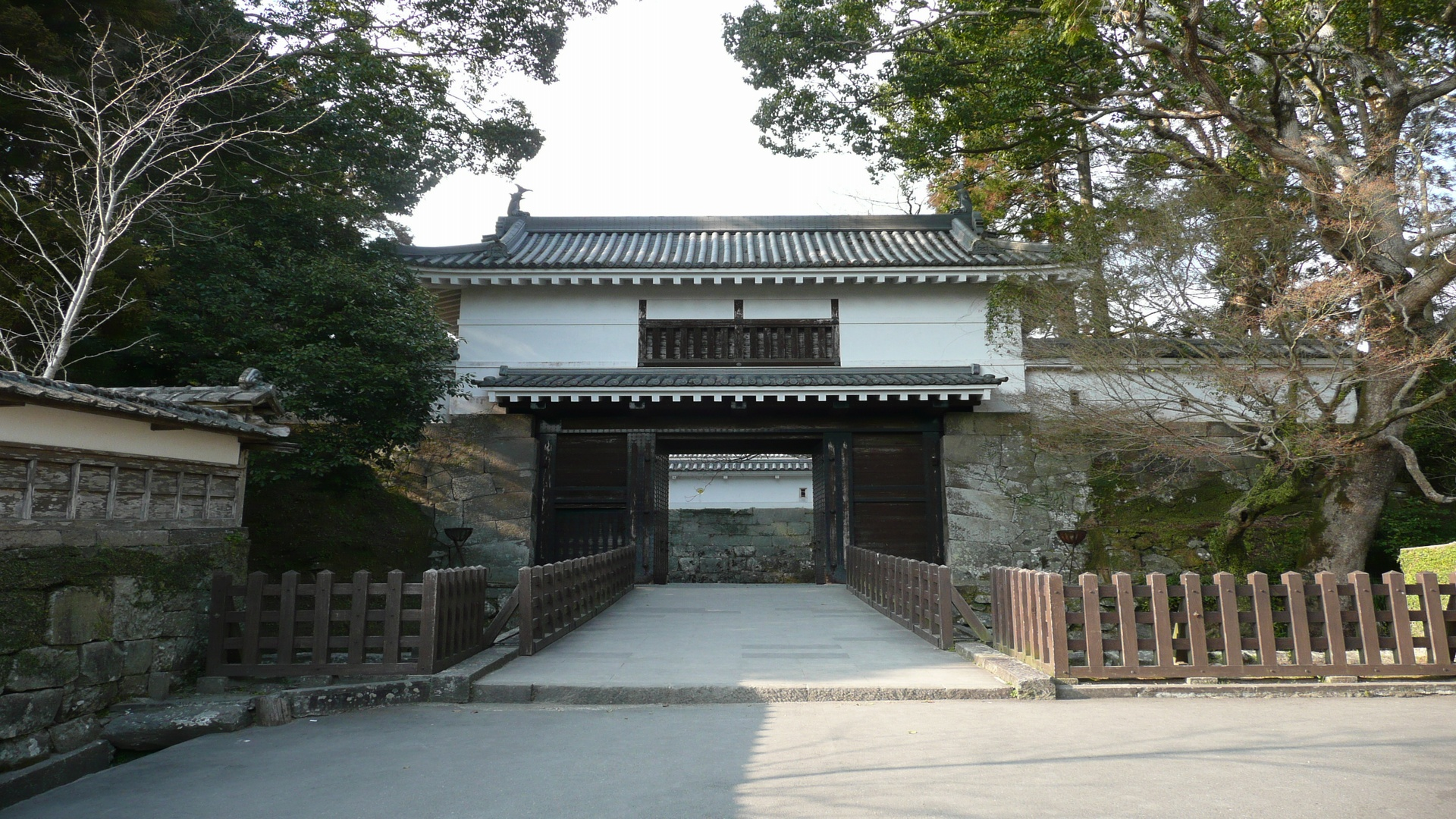
오테 문

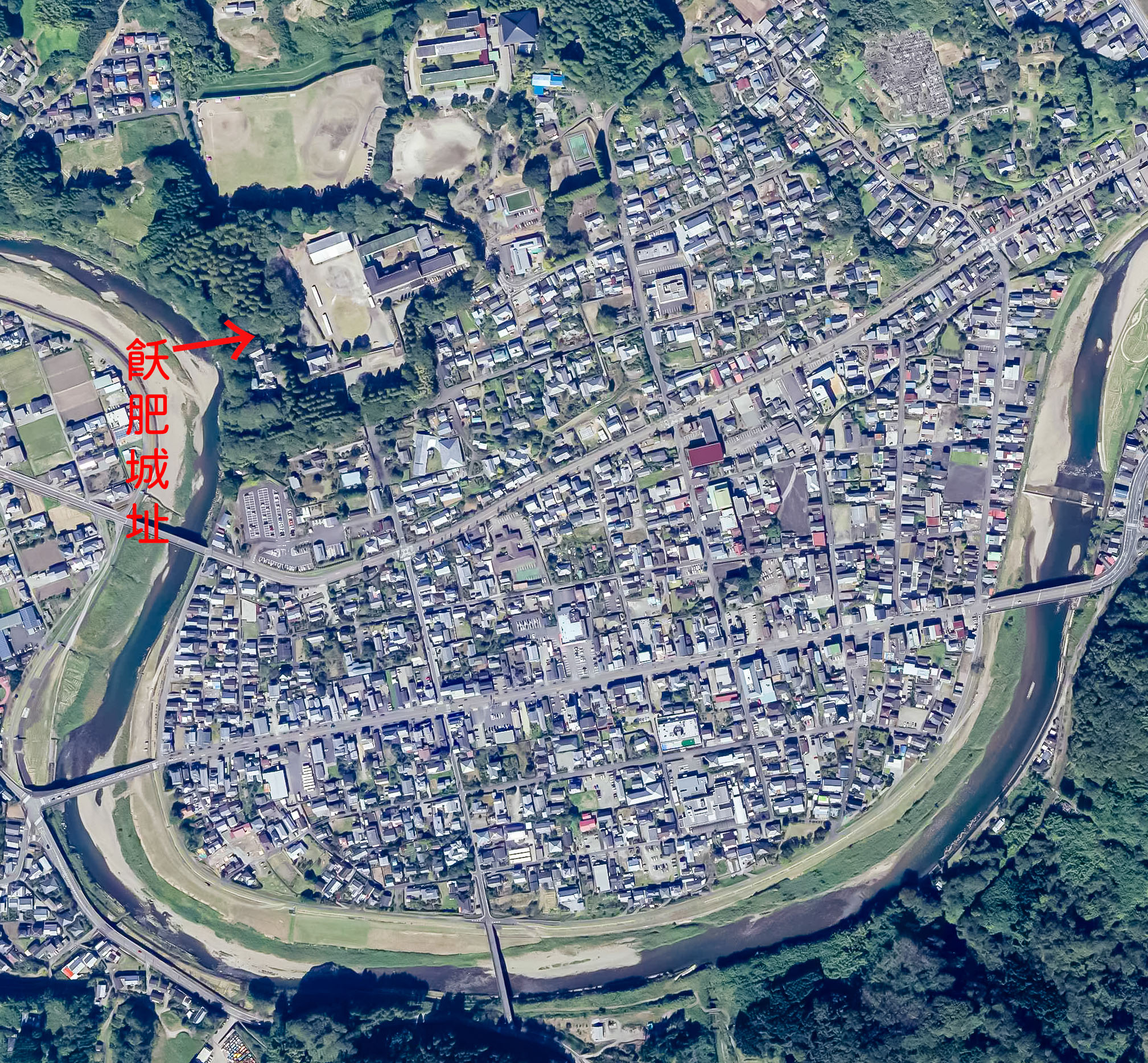
오비 성의 항공사진, 2020년 촬영
〈일본국토교통성〉

오비성(일본어: 飫肥城 오비조[*])은 미야자키현 니치난시에 있는 제곽식 평산성이다. 에도 시대에는 오비번의 번청으로 사용되었다.

## 역사
센고쿠 시대
센고쿠 시대 초기에 사쓰마 국의 센고쿠 다이묘 시마즈 가문의 성으로 니이로 가문이 이 지역을 다스렸다. 1484년 휴가 북부를 연고로 하는 이토 스케쿠니가 오비를 공격한다. 비록 이토 스케쿠니가 전사했지만, 이토 가문의 본격적인 공격을 두려워한 시마즈 가문은 영토 활양과 전쟁의 원인이 되었던 오비 성주의 교체로 사태를 진정시켰다. (오비 성주는 시마즈 호슈 가문에서 하게 된다.)
하지만, 당주를 잃은 이토 가문은 오비 성에 대한 미련을 버리지 못했고, 이 후에도 계속 오비로 공격해 온다. 결국 1567년 염원했던 오비 성을 빼앗은 이토 요시스케는 그의 아들 이토 이토 스케타카에게 오비 지역을 주었지만, 1572년 일어난 기자키바루 전투에서 이토 가문은 몰락하게 된다. 휴가 국 전체는 시마즈 가문의 지배하에 있게 된다.
아즈치모모야마 시대
이토 가문의 몰락으로 두 가문의 다툼에 종지부를 찍었다고 생각되었지만, 오비를 잃은 이토 스케타카가 하시바 히데요시에 의탁해 1586년 규슈 정벌에 참전하게 된다. 이 전공으로 다시 오비 지역을 되찾는다. 이 후 폐번치현이 될 때까지 오비 지역은 이토 가문의 소령으로 되었다.
에도 시대
에도 시대로 들어설 무렵 이토 가문은 도요토미 가문으로부터 은공을 받은 도자마 다이묘로 미묘한 입장에 놓였지만, 1600년 세키가하라 전투에서 동군에 속해 소령을 안도 받을 수 있었다.
이토 스케쿠니가 오비로 공격해온 1484년부터 스케타카가 도요토미 다이묘로서 오비 성주가 된 1587년까지 103년이란 긴 시간 동안 이토, 시마즈 두 가문이 한 성을 가지고 다툰 예는 일본 전쟁사에 있어서도 극히 드문 예이다.
메이지 시대 이후
- 1978년 (쇼와 53년) 오테 문이 복원되었고, 그 밖에도 혼마루터에는 초등학교가 건립되었다.
- 2004년 방영된 NHK 연속테레비소설 와카바의 현지 촬영지로 유명하다.
- 2006년 (헤세 18년) 4월 6일 일본 100대 명성에 선정되었다.

## 교통
JR 규슈 오비역 하차 도보로 15분